# المؤسسة الهندية للتكنولوجيا في كانبور
المؤسسة الهندية للتكنولوجيا في كامبور (بالإنجليزية: The Indian Institute of Technology Kanpur)‏ هي مؤسسة تكنولوجيا حكومية، يقع مقرها في مدينة كانبور. أعلنتها الحكومة الهندية مؤسسة ذات أهمية وطنية.

## خريجون مشهورون من المؤسسة
- مانيندرا أغراوال يعود إلية الفضل، إضافة إلى تلميذين من تلامذته، في اختراع خوارزمية اختبار أ.ك.أس لأولية عدد ما.

## وصلات خارجية
1. ↑  وصلة مرجع: https://ess.inflibnet.ac.in/member.php. الوصول: 6 أبريل 2023.